# Mohammed Rabbani
Mullah Mohammed Rabbani (født 1955, død 21. april 2001) var en af grundlæggerne af Taliban-bevægelsen. Han fungerede som premierminister i Afghanistan og leder af den rådgivende komite, Talibans øverste råd. Han var næstleder under mullah Muhammed Omar i Taliban-hierarkiet.
Han døde, 45 år gammel på et militærhospital i Rawalpindi, Pakistan, af kræft i leveren.